# Laurie Graham
Pour les articles homonymes, voir Graham.
Laurie Graham, née le 30 mars 1960 à Inglewood, est une ancienne skieuse alpine canadienne.

## Palmarès

### Jeux olympiques
| Édition / Épreuve   | Descente | Super G                          | Slalom géant | Slalom | Combiné                          |
| ------------------- | -------- | -------------------------------- | ------------ | ------ | -------------------------------- |
| JO 1980 Lake Placid | 11e      | Épreuve inexistante à cette date | —            | —      | Épreuve inexistante à cette date |
| JO 1984 Sarajevo    | 11e      | Épreuve inexistante à cette date | 33e          | —      | Épreuve inexistante à cette date |
| JO 1988 Calgary     | 5e       | 13e                              | —            | —      | —                                |

### Championnats du monde
| Édition / Épreuve           | Descente | Super G                          | Slalom géant | Slalom | Combiné |
| --------------------------- | -------- | -------------------------------- | ------------ | ------ | ------- |
| JO 1980 Lake Placid         | 11e      | Épreuve inexistante à cette date | —            | —      | —       |
| Mondiaux 1982 Schladming    | Bronze   | Épreuve inexistante à cette date | 24e          | —      | 20e     |
| Mondiaux 1985 Bormio        | 7e       | Épreuve inexistante à cette date | —            | —      | —       |
| Mondiaux 1987 Crans-Montana | 5e       | 11e                              | —            | —      | —       |

### Coupe du monde
- Meilleur résultat au classement général : 14e en 1986
  - 6 victoires : 5 descentes et 1 super-G

| Année/Classement | Général | Général | Descente | Descente | Géant  | Géant  | Super-G | Super-G | Combiné | Combiné |
| Année/Classement | Class.  | Points  | Class.   | Points   | Class. | Points | Class.  | Points  | Class.  | Points  |
| ---------------- | ------- | ------- | -------- | -------- | ------ | ------ | ------- | ------- | ------- | ------- |
| 1980             | 23e     | 41      | 10e      | 38       | -      | -      | -       | -       | 21e     | 6       |
| 1981             | 52e     | 11      | 28e      | 11       | -      | -      | -       | -       | -       | -       |
| 1982             | 29e     | 4       | 12e      | 44       | -      | -      | -       | -       | -       | -       |
| 1983             | 18e     | 66      | 5e       | 63       | -      | -      | -       | -       | 21e     | 9       |
| 1984             | 19e     | 65      | 16e      | 23       | 14e    | 32     | -       | -       | 19e     | 10      |
| 1985             | 17e     | 73      | 4e       | 73       | 29e    | 10     | -       | -       | -       | -       |
| 1986             | 14e     | 116     | 3e       | 105      | -      | -      | 26e     | 11      | -       | -       |
| 1987             | 15e     | 76      | 3e       | 86       | -      | -      | -       | -       | -       | -       |
| 1988             | 30e     | 39      | 10e      | 37       | -      | -      | 26e     | 2       | -       | -       |

| Édition / Épreuve | Descente                       | Super-G           | Total |
| ----------------- | ------------------------------ | ----------------- | ----- |
| 1983              | Mont Tremblant                 | -                 | 1     |
| 1984              | -                              | Puy-Saint-Vincent | 1     |
| 1985              | Banff II                       | -                 | 1     |
| 1986              | Val d'Isère II Crans Montana I | -                 | 2     |
| 1987              | Val d'Isère II                 | -                 | 1     |
| Total             | 5                              | 1                 | 6     |